# 반지의 제왕: 북부 전쟁
《반지의 제왕: 북부 전쟁》(The Lord of the Rings: War in the North)은 반지의 제왕 영화 삼부작을 기반으로 한 액션 롤플레잉 게임이다. 스노블라인드 스튜디오에서 개발하여 2011년 워너브라더스 인터랙티브 엔터테인먼트에서 플레이스테이션 3, 엑스박스 360, PC판을 발매하였다.

## 성우진
- 로라 베일리 - 안드리엘
- 크리스 에절리 - 아라고른
- 크리스핀 프리먼 - 레골라스
- 리처드 스티븐 호비츠 - 아달가르 올드뱅크
- 제니퍼 헤일 - 이도나 벨플라워
- 밥 졸스 - 김리
- 톰 케인 - 간달프
- 유리 로언솔 - 프로도 배긴스, 글로히린
- 올리버 뮤어헤드 - 오토 애스터, 루인
- 놀런 노스 - 에라단, 노드리
- 짐 피덕 - 빌보 배긴스, 엘론드
- 필 프록터 - 라다가스트
- 리엄 오브라이언 - 엘라단, 엘로이르
- 존 사이건 - 파린
- 키스 샤라바이카 - 우르가스트
- 아이크 아마디 - 과이히르
- 스티브 블룸 - 글로인
- 에릭 로페즈 - 마녀왕
- 코트니 테일러 - 사에나트라

## 평가
| 평론 점수 평론사 점수 PC PS3 엑스박스 360 유로게이머 4/10 [ 1 ] 게임 인포머 5.5/10 [ 2 ] 게임 레볼루션 B- [ 3 ] B- [ 3 ] B- [ 3 ] 게임스팟 6/10 [ 4 ] 6/10 [ 5 ] 게임스파이 [ 6 ] IGN 7/10 [ 7 ] 7/10 [ 8 ] 7/10 [ 9 ] OPM (UK) 4/10 [ 10 ] OPM (US) 7/10 [ 11 ] OXM (US) 7.5/10 [ 12 ] PC 게이머 (UK) 51% [ 13 ] 통합 점수 메타크리틱 66/100 [ 14 ] 63/100 [ 15 ] 61/100 [ 16 ] |        |        |              |
| 평론 점수 |        |        |              |
| 평론사 | 점수   | 점수   | 점수         |
| 평론사 | PC     | PS3    | 엑스박스 360 |
| 유로게이머 |        |        | 4/10         |
| 게임 인포머 |        | 5.5/10 |              |
| 게임 레볼루션 | B-     | B-     | B-           |
| 게임스팟 |        | 6/10   | 6/10         |
| 게임스파이 | [ 6 ]  |        |              |
| IGN | 7/10   | 7/10   | 7/10         |
| OPM (UK) |        | 4/10   |              |
| OPM (US) |        | 7/10   |              |
| OXM (US) |        |        | 7.5/10       |
| PC 게이머 (UK) | 51%    |        |              |
| 통합 점수 |        |        |              |
| 메타크리틱 | 66/100 | 63/100 | 61/100       |